# Shantel (zespół muzyczny)
Shantel – polski zespół muzyczny wykonujący disco polo i eurodance, założony w 2013 roku.

## Historia zespołu
Zespół „Shantel” powstał w 2013 roku z inicjatywy Konrada Kulczyńskiego.
W swojej dyskografii zespół ma debiutancki album i liczne przeboje, w tym m.in.: „A ty daj”, „Dziewczyna z mych snów”, „Będziesz moja”, „Czasem warto”, „Może ze mną zatańczysz” czy „Bo jesteś naj”. Singiel „Może ze mną zatańczysz” został wyróżniony przyznaniem dwukrotnej platynowej płyty w 2017 roku.

## Dyskografia

### Albumy
| Rok                        | Tytuł                                    | Pozycja na liście | Sprzedaż | Certyfikat |
| Rok                        | Tytuł                                    | POL               | Sprzedaż | Certyfikat |
| -------------------------- | ---------------------------------------- | ----------------- | -------- | ---------- |
| 2017                       | A ty daj - Data: 2017 - Wydawca: MyMusic | –                 |          |            |
| „–” album nie był notowany |                                          |                   |          |            |

### Single
| Rok  | Tytuł                       | Certyfikat                 | Album    |
| ---- | --------------------------- | -------------------------- | -------- |
| 2014 | „A ty daj”                  |                            | A ty daj |
| 2014 | „Będziesz moja"             |                            | A ty daj |
| 2015 | „A ja tak a Ty nie”         |                            | A ty daj |
| 2015 | „By każdy zapamiętał”       |                            |          |
| 2015 | „Dlaczego tańczyć chcę"     |                            | A ty daj |
| 2015 | „Uśmiechnij się”            |                            | A ty daj |
| 2016 | „Może ze mną zatańczysz”    | - ZPAV: 2x platynowa płyta | A ty daj |
| 2016 | „Ej lubię lubię”            |                            | A ty daj |
| 2016 | „Czasem warto”              |                            | A ty daj |
| 2017 | „Bez ciebie”                |                            |          |
| 2018 | „Bo jesteś naj”             |                            |          |
| 2018 | „Jeszcze jeden raz”         |                            |          |
| 2018 | „Piękne oczy masz”          |                            |          |
| 2019 | „Daj daj daj”               |                            |          |
| 2019 | „Jadą jadą”                 |                            |          |
| 2019 | „Ze mną chodź”              |                            |          |
| 2020 | „Urodziny”                  |                            |          |
| 2020 | „Tylko dla Ciebie”          |                            |          |
| 2020 | „Wiem co to szczęście”      |                            |          |
| 2021 | „Raz tak, raz nie”          |                            |          |
| 2022 | „Takiego drania pokochałaś” | - ZPAV: złota płyta        |          |
| 2023 | „Przetańczymy całą noc”     | - ZPAV: złota płyta        |          |